# NGC 6137B
NGC 6137B (другие обозначения — MCG 6-36-38, ZWG 196.52, PGC 57964) — галактика в созвездии Северная Корона.
Этот объект не входит в число перечисленных в оригинальной редакции «Нового общего каталога» и был добавлен позднее.